# Ellen Corbyová
Ellen Hansen Corbyová, nepřechýleně Ellen Corby (3. června 1911, Racine, Wisconsin, USA – 14. dubna 1999, Los Angeles, Kalifornie, USA), byla americká herečka. Za roli Esther „babičky“ Waltonové v televizním seriálu CBS The Waltons získala tři ceny Emmy. Byla nominována na Oscara a získala Zlatý glóbus za roli tety Triny ve filmu I Remember Mama.

## Dětství a mládí
Ellen Corby se narodila dánským přistěhovalcům ve městě Racine, ve státě Wisconsin, vyrůstala ve Filadelfii. O amatérské divadlo se zajímala již v dětství. V roce 1932 odcestovala do Atlantic City, kde krátce účinkovala jako sboristka. V témže roce začala pracovat v Hollywoodu pro filmovou společnost RKO Pictures, o rok později pro Hal Roach Studios.

## Kariéra
Ve třicátých a čtyřicátých letech 20. století se objevila ve více než dvou desítkách epizodních rolí v komediích i dramatech (např. Jedeme na Honolulu, Laurel a Hardy - Pochod dřevěných vojáků, Dřevěné schodiště nebo Život je krásný atd.) Po řadě dalších „menších“ rolí, získala roli tety v rodinném dramatu I Remember Mama, po boku Irene Dunne a Barbary Bel Geddes. Za svůj herecký výkon získala svoji jedinou nominaci na Oscara a Zlatý glóbus za rok 1948, pro nejlepší herečku ve vedlejší roli.
V roce 1950 si zahrála v oceňovaném westernovém filmu Pistolník. Objevila se ve známých filmech např. Shane (1953), Sabrina (1954) nebo Vertigo (1958). Během následujících desetiletí hrála ve filmu i televizi role sekretářek, pokojských nebo servírek, často ve westernech. V televizních rolích získala větší popularitu i uznání.
V televizi debutovala v roce 1950 seriálem Stars Over Hollywood. Zahrála si v řadě epizod seriálů, např. Alfred Hitchcock uvádí (1955), I love Lucy (1956), Perry Mason (1959), Rodina Addamsova (1965) nebo Agent Smart (1966) a dalších.
Televizní seriál The Waltons (1972 – 1981) jí přinesl celosvětové uznání. Za roli Esther „babičky“ Waltonové získala v letech 1973, 1974 a 1975 ceny Emmy a Zlatý glóbus. Natáčení seriálu musela předčasně opustit v roce 1976 s ohledem na mozkovou příhodu. Později se ještě objevila v závěrečné sérii v roce 1978, kdy byla role napsána přímo pro ni. Postava babičky Waltonové byla zotavující se z mozkové příhody a scénář byl upraven. V roce 1997 ještě hrála v televizním filmu A Walton Easter.

## Osobní život
Ellen Corby se v roce 1934 provdala za o 20 let staršího kameramana a režiséra Francise Corbyho. Jejich manželství bylo bezdětné. Rozvedli se v roce 1944. V padesátých letech 20. století začala žít s přítelkyní Stellou Luchetta.
Absolvovala kurz transcendentální meditace a od roku 1969 působila také jako učitelka této meditační techniky.
Po cévní mozkové příhodě v listopadu 1976 se velmi pomalu zotavovala. Poslední roli si zahrála v televizi v roce 1997 (A Walton Easter ). Zemřela 14. dubna 1999, ve věku nedožitých 88 let. Je pohřbena na hřbitově Forest Lawn Memorial Park v Glendalu v Kalifornii